# Inna Stryžak
Inna Stryžak, nata Djačenko (in ucraino Дяченко?) (in ucraino Інна Стрижак?; Dnepropetrovsk, 11 giugno 1985), è un'atleta paralimpica ucraina, che gareggia nella classe T38.

## Biografia
Stryžak ha ottenuto la sua prima medaglia paralimpica a Sydney 2000, in cui vince la medaglia di bronzo nei 100 metri. Ad Atene 2004, vince la medaglia di bronzo negli 800 metri mentre a Pechino 2008 vince due medaglie d'oro nei 100 e 200 metri. A Londra 2012 vince due medaglie di bronzo nei 100 e 200 metri piani e una medaglia d'argento nella gara di salto in lungo.
Stryžak ha conquistato medaglie anche nei Campionati mondiali e agli Europei di atletica leggera paralimpica.

## Palmarès
| Anno | Manifestazione       | Sede         | Evento             | Risultato | Prestazione | Note                  |
| ---- | -------------------- | ------------ | ------------------ | --------- | ----------- | --------------------- |
| 2000 | Giochi paralimpici   | Sydney       | 100 m piani T38    | Bronzo    | 14"54       |                       |
| 2002 | Mondiali paralimpici | Lilla        | 100 m piani T38    | Oro       | 13"99       |                       |
| 2002 | Mondiali paralimpici | Lilla        | 400 m piani T38    | Oro       | 1'04"90     |                       |
| 2004 | Giochi paralimpici   | Atene        | 400 m piani T38    | Bronzo    | 1'07"49     |                       |
| 2005 | Europei paralimpici  | Espoo        | 100 m piani T38    | Oro       | 14"73       |                       |
| 2005 | Europei paralimpici  | Espoo        | 200 m piani T38    | Oro       | 30"41       |                       |
| 2006 | Mondiali paralimpici | Assen        | 100 m piani T38    | Oro       | 14"26       |                       |
| 2006 | Mondiali paralimpici | Assen        | 200 m piani T38    | Oro       | 29"38       |                       |
| 2008 | Giochi paralimpici   | Pechino      | 100 m piani T38    | Oro       | 13"43       |                       |
| 2008 | Giochi paralimpici   | Pechino      | 200 m piani T38    | Oro       | 27"81       |                       |
| 2011 | Mondiali paralimpici | Christchurch | 100 m piani T38    | Oro       | 13"49       | Record dei campionati |
| 2011 | Mondiali paralimpici | Christchurch | 200 m piani T38    | Bronzo    | 28"76       |                       |
| 2011 | Mondiali paralimpici | Christchurch | 4×100 m T35-38     | Oro       | 55"07       | Record mondiale       |
| 2012 | Europei paralimpici  | Stadskanaal  | Salto in lungo T38 | Oro       | 4,96 m      |                       |
| 2012 | Giochi paralimpici   | Londra       | 100 m piani T38    | Bronzo    | 13"64       |                       |
| 2012 | Giochi paralimpici   | Londra       | 200 m piani T38    | Bronzo    | 28"18       |                       |
| 2012 | Giochi paralimpici   | Londra       | Salto in lungo T38 | Argento   | 4,79 m      |                       |
| 2014 | Europei paralimpici  | Swansea      | 400 m piani T38    | Bronzo    | 1'08"82     |                       |
| 2014 | Europei paralimpici  | Swansea      | Salto in lungo T38 | Argento   | 4,63 m      |                       |
| 2015 | Mondiali paralimpici | Doha         | Salto in lungo T38 | Bronzo    | 4,47 m      |                       |